# (275) Сапиенция
(275) Сапиенция (лат. Sapientia) — довольно крупный астероид главного пояса, открыт 15 апреля 1888 года австрийским астрономом Иоганном Пализой в Венской обсерватории. Происхождение этого названия восходит к латинскому варианту слова София, понятия в античной и средневековой философии, выражавшего особое представление о мудрости.

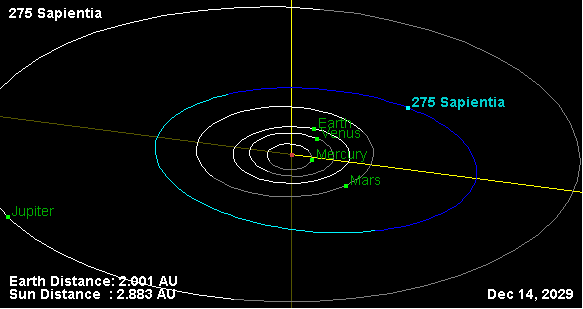
Орбита астероида Сапиенция и его положение в Солнечной системе